# Zielone (Lublin)
Pour les articles homonymes, voir Zielone.
Zielone (prononciation [ʑɛˈlɔnɛ]) est un village de la gmina de Krasnobród, du powiat de Zamość, dans la voïvodie de Lublin, situé dans l'est de la Pologne.
Il se situe à environ 9 kilomètres au sud-est de Krasnobród (siège de la gmina), 25 kilomètres au sud de Zamość (siège du powiat) et 98 kilomètres au sud-est de Lublin (capitale de la voïvodie).
Le village comptait approximativement une population de 470 habitants en 2006.

## Administration
De 1975 à 1998, le village était attaché administrativement à l'ancienne voïvodie de Zamość.

Depuis 1999, il fait partie de la nouvelle voïvodie de Lublin.